# Włoszakowice (gromada)
Włoszakowice – dawna gromada, czyli najmniejsza jednostka podziału terytorialnego Polskiej Rzeczypospolitej Ludowej w latach 1954–1972.
Gromady, z gromadzkimi radami narodowymi (GRN) jako organami władzy najniższego stopnia na wsi, funkcjonowały od reformy reorganizującej administrację wiejską przeprowadzonej jesienią 1954 do momentu ich zniesienia z dniem 1 stycznia 1973, tym samym wypierając organizację gminną w latach 1954–1972.
Gromadę Włoszakowice z siedzibą GRN we Włoszakowicach utworzono – jako jedną z 8759 gromad na obszarze Polski – w powiecie leszczyńskim w woj. poznańskim, na mocy uchwały nr 28/54 WRN w Poznaniu z dnia 5 października 1954. W skład jednostki weszły obszary dotychczasowych gromad Dłużyna, Dominice, Grotniki i Włoszakowice ze zniesionej gminy Włoszakowice w powiecie leszczyńskim oraz osiedle Karczemka dotychczasowej gromady Boszkowo ze zniesionej gminy Bucz w powiecie kościańskim w tymże województwie. Dla gromady ustalono 23 członków gromadzkiej rady narodowej.
1 stycznia 1960 do gromady Włoszakowice włączono obszar zniesionej gromady Bukowiec Górny w tymże powiecie.
31 grudnia 1971 do gromady Włoszakowice włączono miejscowości Boguszyn, Jeziorzyce Kościelne, Krzycko Wielkie i Sądzia ze zniesionej gromady Krzycko Wielkie w tymże powiecie.
Gromada przetrwała do końca 1972 roku, czyli do kolejnej reformy gminnej. 1 stycznia 1973 w powiecie leszczyńskim reaktywowano gminę Włoszakowice.